# Ascalohybris angulata
Ascalohybris angulata là một loài côn trùng trong họ Ascalaphidae thuộc bộ Neuroptera. Loài này được Westwood miêu tả năm 1847.